# Scott Hicks
Robert Scott Hicks (Uganda; 4 de marzo de 1953) es un director de cine australiano, nominado en algunas ocasiones por la Academia de las Artes y las Ciencias Cinematográficas de Hollywood. 
Scott Hicks se graduó con honores en la Flinders University of South Australia en 1975 y fue galardonado como doctor honoris causa en 1997. Hicks, que nació y se crio en África, vive en Adelaida, Australia, con su mujer, la productora Kerry Heysen, y sus dos hijos, Scott y Jethro. 
En 2008, Scott Hicks fue finalista en los Premios del Australiano del Año.

## Biografía y carrera profesional
Scott Hicks, de padre inglés y madre escocesa, pasó su infancia en Kenia, cerca de Nairobi. Con diez años se instaló con su familia en Inglaterra y a los catorce se mudó a Adelaida, en Australia, donde reside actualmente. Es allí, en Australia, y más concretamente en la Flinders University of South Australia, donde se apasiona por el cine y por el expresionismo alemán. 
Desde entonces, Scott Hicks trabajó como asistente y realizador en películas como The Club (1980), de Bruce Beresford. Paralelamente, dirige documentales y un primer largometraje en 1975, titulado Down the wind. En la década de los ochenta realiza otros dos largometrajes con pequeño presupuesto: Freedom (1980) y Call me Mr. Brown (1986). En 1988 les sigue Sebastian and the sparrow, de la que es productor y guionista. En ella cuenta la historia de dos niños, uno nacido en un entorno pobre y otro en un ambiente acomodado, que deciden cambiarse sus vidas mutuamente. 
Desde 1986, Hicks se interesa por la vida del pianista David Helfgott y empieza a preparar durante muchos años un largometraje titulado Shine, que se estrenaría en 1996 con un gran éxito. Fue la revelación del Festival de Cine Independiente de Sundance y obtuvo siete nominaciones a los Oscar, incluidos Mejor Película, Mejor Realizador, Mejor Guion Original y Mejor Actor (ganado por Geoffrey Rush); cinco nominaciones a los Globos de Oro, una nominación a la Directors Guild of America, una nominación en el National Board of Review como Mejor Película y nueve Premios del Instituto Australiano de Cine entre los que están Mejor Película y Mejor Director. También consiguió una nominación a Mejor Película en los Premios BAFTA. 
Es en septiembre de 1995, durante la posproducción de Shine, cuando Hicks lee el best-seller de David Guterson Mientras nieva sobre los cedros, obra que decide adaptar para la gran pantalla. Trata de la concentración de ciudadanos japoneses en campos americanos durante la Segunda Guerra Mundial. Mientras nivea sobre los cedros le valió a Robert Richardson una nominación a los Oscar del año 2000 por Mejor Fotografía. 
En 2001, Scott Hicks adapta para el cine otra novela, una de Stephen King: Hearts in Atlantis, de 1999. En ella trabaja Anthony Hopkins.
Después de trabajar en Hearts in Atlantis en 2001, Hicks decidió tomarse un descanso y disfrutar de su vida familiar. Sin embargo, en ese periodo empezó a trabajar en publicidad en la televisión, algo que, sorprendentemente para él, le era muy satisfactorio.
Más de seis años después, en 2007, Hicks volvió como director de cine en Sin reservas, un remake de la película alemana Querida Martha en la que es protagonista Catherine Zeta-Jones. Después continuó con GLASS, un retrato de Philip en doce partes, con la que volvió al género documental. Su nuevo proyecto es una coproducción angloaustraliana, The boys are back in town, en la que participa Clive Owen.

## Filmografía
- Down the Wind (1975)
- Freedom (1982)
- The INXS: Swing and Other Stories (1985) (V)
- Call Me Mr. Brown (1986)
- Sebastian and the Sparrow (1990)
- Finders Keepers (1991) Serie de televisión
- The Space Shuttle (1994) Televisión
- Shine (1996)
- Mientras nieva sobre los cedros (1999)
- Hearts in Atlantis (2001)
- Sin reservas (2007)
- GLASS, un retrato de Philip en doce partes (2007)
- The Boys Are Back (2009)
- The Lucky One (2012)
- Oscuros (2016)[2]

## Temas de sus películas
- Tempus fugit.
- La memoria y el recuerdo.
- La influencia de los padres.
- La soledad del individuo dentro de la sociedad.

## Premios y distinciones
Premios Óscar
| Año  | Categoría            | Película | Resultado |
| ---- | -------------------- | -------- | --------- |
| 1997 | Mejor dirección      | Shine    | Nominado  |
| 1997 | Mejor guion original | Shine    | Nominado  |